# Talking Traffic
Talking Trafic is een Nederlands verkeerssysteem waarbij bevoegde weggebruikers kunnen interageren met onder andere intelligente verkeerslichten, en een opvolger van het korteafstandsradio-systeem (KAR). Het systeem wordt sinds 2016 gefaseerd uitgerold en is een uitgebreider, verbeterde en gedigitaliseerde versie van KAR-systeem. Het is een partnership en samenwerking tussen het Ministerie van Infrastructuur en Waterstaat, decentrale overheden en het bedrijfsleven, onder andere tussen de verkeersindustrie, telecomsectors als Koninklijke KPN en de automotivebranche.

## Systeem
Het systeem is de opvolger van het KAR-systeem. In tegenstelling tot zijn voorganger maakt Talking Traffic gebruik van internetcommunicatie en verzameling van data. Het systeem en de gebruikte technologie laten mensen, apparaten en systemen onderling communiceren en informatie met elkaar delen. Op plekken waar het Talking Traffic systeem al is opgestart zijn intelligente verkeersregelinstallaties (afgekort: iVRI’s) geplaatst. Slimme verkeerslichten kunnen door slim gebruik van data beter en contineu inspelen op verschillende verkeerssituaties, terwijl oudere verkeerslichten eens in de zoveel jaar opnieuw werden ingesteld.
Het systeem voorziet weggebruikers in hun apps en navigatiesystemen. Via het systeem worden weggebruikers beter op de hoogte gesteld van wegwerkzaamheden, files, tijd tot rood/groen bij verkeerslichten.
Het systeem moet ook weggebruikers en andere sectoren van betere verkeersinformatie voorzien en de systemen moeten betere informatie aan elkaar door kunnen geven.

## Hulpdiensten en openbaar vervoer
In Nederland kunnen hulpdiensten als politie, brandweer en ambulances en het openbaar vervoer gemakkelijker doorrijden bij stoplichten in verschillende verkeerssituaties door het korteafstandsradio, Talking Traffic vervangt en breid dat systeem uit en wordt er gebruikt gemaakt van de iVR’s. 

## Ingebruikname
De landelijke uitrol van het Talking Traffic-systeem begon in 2016 in Utrecht, Eindhoven, Helmond, Deventer en Groningen met deelname van het Universitair Medisch Centrum Groningen.
In Rotterdam werd sinds 2016 een proef met slimme stoplichten gehouden waarbij fietsers sneller en langer groen kregen. In 2022 werd het systeem Schwung in de provincie Utrecht uitgerold, een systeem waarbij fietsers sneller groen krijgen, het systeem is aangesloten op het Talking Traffic-systeem.
De bedoeling en verwachting is dat het Talking Traffic-systeem in 2030 landelijk actief is en het oude KAR-systeem vervangt.